# Louis T. Wigfall
Louis Trezevant Wigfall (Edgefield, Dél-Karolina, 1816. április 21. – Galveston, Texas, 1874. február 18.) az Amerikai Egyesült Államok szenátora (Texas, 1859–1861). 

## Élete
Tagja volt a Texas-i állami törvényhozásnak, az Amerikai Egyesült Államok Szenátusának és az Amerikai Konföderációs Államok szenátusának. Wigfall azon radikális szecesszionisták közé számított, akiket Fire-Eaters (Tűzköpők) néven emlegettek, mivel a rabszolgatartáson alapuló, arisztokratikus mezőgazdasági berendezkedés megőrzését és kiterjesztését propagálták. 
Az Amerikai polgárháború kezdeti szakaszában rövid ideig dandártábornoki rangban szolgált a Konföderációs hadseregben a Texas-i dandár parancsnokaként, majd elfoglalta székét a Konföderáció szenátusában, texasi szenátorként. Wigfall elismert szónok volt és alig kevésbé ismerten részeges, mely harcias természetével és mindenből személyes becsületi kérdést csináló modorával párosulva egyik korának egyik legvitatottabb politikai figurájává tette. Jefferson Davis-szel a Konföderáció elnökével szembeni elégedetlensége miatt gyakran hangoztatta, hogy "Jeff Davist fel kellene akasztani".